# ジュニアアイドル
ジュニアアイドルとは、主に18歳未満の若年層の芸能人で、日本において音楽活動、モデル活動、俳優活動などに従事する者を指す用語である。幼少期から芸能活動を開始する例も多く、保護者や事務所の支援のもとで育成される場合が一般的である。自己プロデュースや家族による運営も存在する。
この用語は年齢層や芸能活動の初期段階を表すものであり、演技・ファッション・アニメ関連の活動を含む。現代日本の大衆文化において一定の役割を担っており、表現手法や受容層は多様である。

## 概要
「ジュニアアイドル」という言葉は、1990年代から2000年代にかけて定着した用語であり、芸能活動を行う若年層を包括的に指す。初期には「チャイドル（チャイルド＋アイドル）」という呼称が使われ、小学生〜中学生の芸能活動が注目されるようになった。「チャイドル」という呼称の最初の使用例は、1996年3月の『週刊SPA!』の特集記事である。
当初は子役やティーンモデルの活動が主流であり、雑誌やCM、テレビ番組、ファッションショーなどで活躍するケースが多かった。1990年代末には、ローティーン向けのファッション誌『ピュア☆ピュア』や『ピチレモン』などが創刊され、非性的かつ清潔感のある芸能活動の場が拡大した。
2000年代以降、アイドルグループやアニメとのタイアップ、声優活動、SNSでの自己発信など多様な活動スタイルが登場し、「ジュニアアイドル」はより広義に使われるようになった。特に、音楽活動やモデル、演技を通じてファンとの交流を重視するスタイルが確立され、多くの若年層が自主的に芸能活動を志すようになった。
一方で、過去には一部の映像作品や出版物に対して批判が集まった事例もあり、法的議論が生じたことがある。ただし、これらは業界全体ではなく、限られた一部の事例に関するものである（詳細は該当節を参照）。
現在では、芸能事務所やメディアもコンプライアンス意識を高めており、ジュニアアイドルの活動はより健全で多様な方向に進化している。

## 芸術的・文化的視点
日本のメディア研究や文化論において、アイドル（ジュニアアイドルを含む）は単なる芸能人ではなく、感情的・社会的に意味を持つ存在として捉えられている。その価値は、技術的な完成度よりも、努力・誠実さ・成長の過程に重きを置かれることが多い。
2020年の電通による分析では、「アイドルは未完成な存在であり、これからの成長の可能性や将来の飛躍への期待がそのまま価値につながっている」と述べられている。また、毎日新聞は「J-POPアイドルのファンは人間味あふれる姿や成長していく過程に心を惹かれ『共感』する」と報じている。
学術的な視点でも同様の見解が示されている。田嶋幸頼（2022年）は、アイドルを「誠実さを儀式的に演じることで、ファンとの信頼関係を構築するメディア的存在」と定義している。
さらに、安西信一（2013年）は、柳田國男の言葉を引用し、「女性は、精緻な感受性と『妹の力』によって、生きる力や幸福への道を伝えることができる」と述べている。こうした文化的視点では、アイドルは希望や純粋さ、象徴的な存在としても位置づけられる。
加えて、2016年の感性工学的研究においては、アイドルのポーズには「観客にポジティブな感情を喚起する力がある」とされ、芸能表現としての身体的ジェスチャーにも感情的な意味が見出されている。
英語圏の研究者であるパトリック・W・ガルブレイスとジェイソン・G・カーリン（2012年）は、アイドルを「参加型メディア文化において感情的共鳴を呼び起こし、ファンとの関係性を通じて象徴的価値を持つ存在」と定義している。また、日本のアイドル文化を「儀式的誠実さ」や「共有された成長体験」を重視する特異なメディア構造として特徴づけている。
これらの特徴は、成人アイドルに限られたものではなく、ジュニアアイドルにも当てはまる。音楽、ファッションモデル、演技などの分野で若年から活動を始めたジュニアアイドルたちも、同様に感情的な透明性や成長の物語を表現し、ファンとの共感関係を築いている。こうした価値観は、現代日本のアイドル文化全体に共有されている特徴であり、ジュニアアイドルもその一部として文化的・芸術的意義を持つ存在であるといえる。

## 歴史的・文化的背景

### 1990年以前の著名な女性ティーンアイドル
日本の芸能界では、古くから10代の若年女性が歌手・女優・モデルとして活躍し、芸術的・文化的な面でも大きな影響を与えてきた。戦後から1980年代にかけても、10代で国民的スターとなる女性アイドルが多数登場し、こうした若年女性タレントの活躍は現代に至るまで日本の芸能文化の一つの伝統として継承されている。
以下は、1990年以前に17歳以下でデビュー・活躍し、幅広い人気や社会的・文化的な影響力を持った主な女性アイドルやグループの例である。

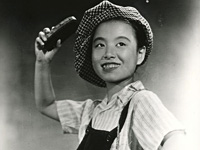
美空ひばり（当時13歳）、1950年の映画『東京キッド』主演時。昭和歌謡を代表する国民的歌手であり、子役時代から日本の音楽・映画界に大きな影響を与えた。

- 美空ひばり – 本名は加藤和枝。9歳でデビューし、その天賦の歌唱力で天才少女歌手と謳われて以後、歌謡曲・映画・舞台などで目覚ましい活躍を見せ、自他共に歌謡界の女王と認められた[26]。12歳で主演した映画『悲しき口笛』が大ヒットし、同主題歌も当時の史上最高記録となる45万枚を売り上げ、国民的な認知度を得た。昭和の歌謡界を代表する歌手であり、没後の1989年7月2日に国民栄誉賞を受賞した[26]。愛称は「お嬢（おじょう）」。
- 江利チエミ – 本名は久保智恵美。1937年1月11日、東京市下谷区（現・東京都台東区下谷）生まれ[27]。15歳で「テネシーワルツ/家へおいでよ」でレコードデビュー（録音時は14歳）。美空ひばり・雪村いづみとともに「三人娘」と呼ばれ、一世を風靡し、歌手・女優・タレントとして幅広く活躍した[27]。代表曲に「テネシーワルツ」「ツゥー・ヤング」などがあり、メジャーデビューシングルの「テネシーワルツ」は23万枚の大ヒットとなった[28]。映画『サザエさん』シリーズなどに主演し、昭和期を代表するエンターテイナーの一人となった[27]。
- 雪村いづみ – 1937年生まれ。1953年、15歳で『想い出のワルツ』でレコードデビューし、20万枚の大ヒットを記録。江利チエミ、美空ひばりとともに「三人娘」として人気を集め、映画『ジャンケン娘』（1955年）などで共演した[29]。その後も歌手・女優・モデルとして幅広く活躍し、日本のポピュラー音楽と大衆文化を代表する存在となった。
- 南沙織 – 1954年生まれ、沖縄県嘉手納町出身。1971年に「17才」で歌手デビューし、約54万枚の大ヒットを記録[30]。清純なイメージと青春感あふれる楽曲で若者から絶大な人気を集め、同時期にデビューした小柳ルミ子・天地真理と共に「新三人娘」と称された[31]。1977年まで連続7回NHK紅白歌合戦に出場するなど、1970年代アイドルの代表的存在とされる[32]。
- 山口百恵 – 1959年生まれ。1972年にオーディション番組『スター誕生!』で準優勝し、1973年に14歳で歌手デビュー[33]。森昌子・桜田淳子とともに「花の中三トリオ」として一世を風靡し、1970年代を代表するアイドルとして「ひと夏の経験」「横須賀ストーリー」など多数のヒット曲を持つ[34]。1980年に日本武道館でファイナルコンサートを行い、21歳で芸能界を引退した[35]。シングル31作の累計売上は1,142万枚で、1970年代で最も売れた歌手とされる[36]。
- 森昌子 – 1958年生まれ。1971年に13歳で『スター誕生!』初代グランドチャンピオンとなり、1972年に「せんせい」で歌手デビュー。「あなたのクラスメート」のキャッチフレーズで親しまれ、山口百恵・桜田淳子とともに「花の中三トリオ」と呼ばれた[37]。1973年、第24回NHK紅白歌合戦に当時15歳で初出場し、当時の女性最年少記録となった。以後、多数のヒット曲とともに、演歌・歌謡曲の実力派歌手として活躍した[38]。
- 小泉今日子 – 1966年生まれ、神奈川県厚木市出身[39]。1982年に「私の16才」でアイドル歌手としてデビューし、「花の82年組」として人気を集めた[40][41]。オリコン首位を獲得した「渚のはいから人魚」などヒット曲を連発し[41]、独自のファッションや個性的なアイドル像で1980年代を代表する存在となった[42]。
- おニャン子クラブ – 1985年、フジテレビ『夕やけニャンニャン』から誕生した、主に高校生で構成された女性アイドルグループである。1986年時点で平均年齢は16.4歳だった[43]。デビューシングル「セーラー服を脱がさないで」がヒットし、「会員番号」制度や卒業制度を特徴とした[44][45]。"おニャン子現象"と呼ばれる社会現象を巻き起こし、関連ユニットやソロ活動も展開した[46][47]。1987年に解散したが、卒業制度や大人数グループ体制など、後の日本アイドル文化に大きな影響を与えた[48][49]。

これらのアイドルやグループは、10代という若さで広範な人気と社会的な影響力を持ち、日本の音楽・芸能・大衆文化に顕著な足跡を残した。その歴史と伝統は、現代のジュニアアイドル文化にも継承され、芸能界における若年女性の活躍のあり方に影響を与え続けている。

### 日本における若年女性の芸能参加の伝統
日本の伝統芸能において、少女は古くから儀礼的・芸術的な役割を果たしてきた。たとえば、神道の儀式舞踊である神楽では、巫女が舞う「巫女舞」などが奉納される。静岡県の熊野神社では、小学生から高校生の女子が「浦安の舞」や「豊栄の舞」を毎年の例祭で奉納し、地域文化の継承に貢献している。ある神職は「子どもが参加することで、家族も神社に足を運ぶようになり、神社が活性化する」と語っている。
近代においては、少女のみで構成された少女歌劇が人気を集めた。1913年に創設された宝塚歌劇団は、当初は中学生前後の少女のみで構成され、「家族で楽しめる健全な舞台」として親しまれた。その後も松竹少女歌劇団などが続き、1930年代には少女のみで構成された劇団が全国的に活動した。たとえば、福井県のだるまや百貨店では、1931年から1935年にかけて地域の少女による「だるまや少女歌劇団」が日本舞踊や音楽劇を披露していた。
また、歌舞伎においては、俳優の子どもが幼少期に子役（子役（こやく））としてデビューする例も多く、型や所作、古典的な礼儀作法を学びながら舞台芸術を受け継ぐことが重視されている。

### 戦後の子役と子どもモデルの発展
戦後日本においても、子ども女優や子どもモデルは長らく大衆文化の一部として親しまれてきた。たとえば、女優の高峰秀子は5歳で映画にデビューし、「日本のシャーリー・テンプル」として国民的な人気を博した。
。現代においては芦田愛菜などの子役がテレビドラマ、CM、バラエティなど幅広く活躍し、幅広い年齢層に親しまれている。
また、子ども向けファッション誌やブランドの台頭により、子どもモデルの業界も発展している。これらのモデルは、全国的に流通する広告やテレビCMに登場し、家族や若年層の支持を集めている。

### 子ども芸能の肯定的な視点
教育関係者や指導者の中には、子どもの芸能活動に教育的価値を認める声もある。表現教育の指導者である小川大介は「子どもは役を演じることで内面が成長する」と述べており、たとえば「質問する役柄」を演じた内気な子どもが、日常生活でも積極的に話すようになるなどの変化が見られるという。
大手芸能事務所などの協力を得て開催される「ベストキッズオーディション」では、子ども向けの演技・歌唱・マナー教育を行いながら、自己表現力や礼儀、創造性の向上を図っている。

### 若年タレントを支援する芸能事務所
アミューズ、スターダストプロモーション、エイベックスなどの大手芸能事務所は、若年層向けのレッスンプログラムを提供し、演技、歌唱、ダンスなどの技術を指導しながら学業との両立を支援している。こうした事務所では、子どもの福祉や発達に配慮した制度作りも進んでおり、バランスの取れた成長を目指した支援が行われている。
エイベックスは、エンタテインメントを通じて小児がんの子どもたちを支援するチャリティーイベント「LIVE EMPOWER CHILDREN」を開催した。

## 活動媒体
ジュニアアイドルは、さまざまなメディアを通じて幅広い芸能活動を行っており、その活動領域は時代とともに変化してきた。代表的な活動には以下のようなものがある。
- ファッションモデル活動：『ピチレモン』や『nicola』、『ピュア☆ピュア』など、ティーン向けファッション誌において、読者モデルや専属モデルとして登場する例が多く見られる。これらの雑誌は、若年層向けにトレンドや自己表現、ライフスタイルを紹介する媒体として親しまれている[10]。
- テレビ・映画・CM・ドラマ出演：ジュニアアイドルは、ドラマやバラエティ番組、教育番組、CMなどにも出演しており、特に子ども向け番組や家族向けコンテンツへの出演を通じて知名度を高めるケースが多い。
- 音楽活動とライブ出演：アイドルユニットやソロ歌手として音楽活動を行う例もあり、アニメ関連の声優活動やキャラクターソングユニットへの参加も含まれる。コンサートやライブイベントなどの舞台を通じてファンとの交流を図っている。
- 舞台・ミュージカル：ダンス発表会や子ども向けミュージカルへの出演など、演劇活動を通じて表現力を磨く機会も多い。
- インターネット・SNS活動：近年では、YouTube、TikTok、InstagramなどのSNSを活用してファンとの交流や自己発信を行うケースも増えており、自主制作コンテンツの発信も見られる。

一部のジュニアアイドルやモデルは、自らの表現として水着など多様な衣装での撮影に取り組むこともあるが、これらの作品は通常、可愛らしさ（可愛い）、無邪気さ、親しみやすさなどを表現することを目的としており、性的な表現を意図したものではない。2000年代には、自己表現や表現の自由の範囲をめぐって社会的な議論がなされたこともあったが、業界内では自主規制や制作ガイドラインが整備され、現在では不適切な内容が制作されることは基本的にない。
現在では、ジュニアアイドルの活動は、音楽、演技、ファッション、オンライン発信など、創造性と健全性を重視した分野に集中しており、将来的な芸能キャリアの基盤としても機能している。

## 顕著な貢献事例

### ゲーム・バーチャルメディアへの参加
小倉唯は、2009年に発売されたPSP用ゲーム『初音ミク -Project DIVA-』にて、初音ミクのモーションアクターを担当した。当時13歳で、身長や年齢がキャラクターと近く、ダンス経験があったことから抜擢されたとされる。同年、彼女が振り付け・実演した「みくみくにしてあげる♪【してやんよ】」の踊ってみた動画はニコニコ動画で公式配信され、現在でも多数の再生回数を持つ初期の代表的な作品として知られている。このような活動は、ジュニアアイドルによるバーチャルメディア領域への参加事例として注目されている。

### 国際的に放送されたアニメへの参加
乃木坂46は、複数の未成年メンバーが国際的に高い評価を受けるアニメ作品に参加した実績がある。たとえば、2013年には齋藤飛鳥（当時15歳）をはじめとするメンバーが参加した楽曲「月の大きさ」が、テレビ東京系アニメ『NARUTO -ナルト- 疾風伝』の第14期オープニングテーマとして起用された。
『NARUTO -ナルト- 疾風伝』は、日本国内外で非常に高い知名度と人気を誇るアニメ作品であり、その主題歌に起用されたことは、グループの芸能活動が国際的な文化交流にも貢献していることを示すものである。実際、原作漫画『NARUTO』は全世界で累計発行部数が2億5000万部を超え、アニメやゲームなどのメディアミックスも大ヒットするなど、日本が誇るメガコンテンツとなっている。

## 他メディアにおけるジュニアアイドルの表現
ジュニアアイドルに類する存在は、実在の芸能活動にとどまらず、アニメやゲーム、バーチャルキャラクターなどのメディア作品においても広く表現されている。

### バーチャル・ジュニアアイドル
たとえば、クリプトン・フューチャー・メディアによって開発されたバーチャル・シンガーの初音ミクは、公式設定において16歳とされており、ジュニア世代の少女像をベースにアイドル的な性質を持ったキャラクターとして国際的に高い人気を誇っている。「電子の歌姫」とも称される初音ミクは、その登場以来「ボカロ」と呼ばれる音楽文化を築き、21世紀の音楽シーンに革命的な影響をもたらしたと評価されている。また、多彩なメディアミックス展開を通じて、世界各地でライブやイベントを開催し、現実と仮想の境界を越えた象徴的な存在となっている。
クリプトン社代表取締役の伊藤博之は、主催イベント「初音ミク マジカルミライ 2013」の公式ブック冒頭で、次のように述べている。

ユーザーの中に初音ミクという共通認識があり、いろんな方が切磋琢磨して何かを作る。
初音ミクの絵、初音ミクで歌った声、といった共通のアイコンとしてシェアされていき、作品を好きになる人たち、自分も作品を作ってみたいと思う人たちを生んでいく。
これこそが初音ミクの象徴的な部分であり、僕らが大切にしたいと思っている価値です。

同様に、鏡音リンは14歳、亞北ネルは17歳と設定されており、いずれもジュニア世代の視点から感情移入しやすいキャラクターとして多くの支持を集めている。これらのキャラクターは、ライブパフォーマンス、ファンイベント、ビジュアルプロデュースを通じて、アイドル文化と重なる特徴を持ち、実在のアイドル活動と類似した役割を果たしている。

### ゲーム・アニメ・漫画におけるジュニアアイドル
現実のジュニアアイドルを題材にしたアニメや漫画も存在する。たとえば、『アイカツ!』シリーズ、『プリパラ』、『キラッとプリ☆チャン』、『ラブライブ!』シリーズ、『Wake Up, Girls!』などでは、小中高生の女の子たちがアイドルとしてステージに立ち、努力と成長を通じて仲間やファンと絆を深める姿が描かれており、子ども向けコンテンツや青春ドラマとして幅広い人気を博している。
また、厳密にはアイドル活動を描いた作品ではないが、けいおん! のように高校生のバンド活動を通じて仲間と成長し、ライブパフォーマンスやファンとの交流を重視する人気アニメも存在する。同作では「武道館ライブ」を夢とし、音楽活動を通じた絆や青春の輝きが描かれており、そのファン文化やコンサートイベントなどはアイドル作品とも共通する側面が指摘されている。
同作ではキャラクター名義の主題歌や劇中歌が多数発売され、ほぼ全てのCDがオリコン週間チャートのトップ10入りを果たし、シリーズ累計CD売上が100万枚、音楽配信も100万ダウンロードを突破した
。2009年には『けいおん!』に登場する5人組バンド・放課後ティータイム名義の2枚組ミニアルバム『放課後ティータイム』が、アニメキャラクター名義の作品として史上初めてオリコン週間アルバムランキングの首位を獲得し、シングル・アルバムを通じて前例のない快挙となった
。
また、涼宮ハルヒの憂鬱のように高校1年生（16歳）のキャラクターたちが学園祭でバンド演奏を披露し、劇中歌「God knows...」はアニメ楽曲として異例の人気を博した。特にライブパフォーマンスのシーンは視聴者に強い印象を与え、ファンによるコピーやリアルイベントでの演奏など、現実世界の音楽・アイドル文化とも共鳴する現象を生み出した。「God knows...」の演奏シーンはYouTubeで1億回を超える再生回数を記録しており、その影響でアニメ自体を知った人も多いとされる。この現象は角川グループがYouTube公式チャンネル「角川アニメチャンネル」を開設する契機にもなった。また、2019年にはソニー・ミュージックエンタテインメントの「平成アニソン大賞」で編曲賞（2000年 - 2009年）を受賞し、2020年放送の『国民13万人がガチ投票! アニメソング総選挙』では第9位にランクインした。

### 実在の若手声優・芸能人の事例
なお、涼宮ハルヒの憂鬱でハルヒ役を演じた平野綾も、小学高学年（1998年）に芸能界入りし、子役活動を開始した経歴を持つ。その後もミュージカルやアニメソングなど幅広い分野で活躍し、若い世代から支持を集め続けている。
このように、実在・架空を問わず、ジュニア世代のアイドル的キャラクターは日本のメディア文化の中で多様に表現されており、アイドルという存在が社会的・文化的に広範な意味を持っていることがうかがえる。

## 現代における育成支援と社会的評価
2020年代に入ると、芸能活動に参加する若年層に対する支援や育成体制は多様化しており、企業や地域、学校、家族による包括的なサポートが進んでいる。

### 企業による次世代支援：Sanrio Cheers for Smilesの事例
大手キャラクターブランドであるサンリオは、「Sanrio Cheers for Smiles（SCS）」という次世代応援プロジェクトを立ち上げ、さまざまな分野で活動する若年層を支援している。このプロジェクトは「みんななかよく」の理念を掲げ、スポーツ、音楽、芸能分野で未来を担う子どもたちを応援する取り組みである。
この中で、日本のモデル・アーティストである丸上ひまり（2012年生）は、ロングスケートボーダー部門の代表メンバーとして活動しており、ファッションショー、SNSドラマ、ジュニアギター大会など多分野で活躍している。彼女の活動は、芸能と教育、表現と成長のバランスを象徴するものと評価されている。
このような取り組みは、芸能活動を通じて子どもの社会性、表現力、礼儀作法を育てるという肯定的な視点を社会に浸透させる役割も果たしている。

## 法的課題と議論
2000年代には、ジュニアアイドル関連のDVDや写真集のうち、ごく一部の作品が警察の捜査対象となった。いくつかの事例では、映像制作会社や出版社の関係者が、児童ポルノ禁止法や児童福祉法違反の疑いで逮捕された。たとえば、17歳のモデルが水着姿で出演したDVDについて、警察がその表現が猥褻に該当する可能性があると判断し、関係者を逮捕した例がある。
しかし、これらの作品の多くにはヌードや性的行為は含まれておらず、複数の事件は最終的に「猥褻に該当しない」として検察により不起訴処分となった。ある事件では、検察が「他の類似作品と比較して猥褻とは言えない」と判断し、起訴を見送ったことが記録されている。
これらの事例は、特定のごく少数の作品に限定されたものであり、ジュニアアイドル業界全体を代表するものではない。世論の議論を受けて、東京都など一部の自治体では、保護者の責任や販売方法に焦点を当てた規制案を検討した。 また、制作側や芸能事務所の間でも、業界内での自主規制やガイドラインの整備が進んだ。
2020年代以降、エンターテインメント業界全体において法的および倫理的なコンプライアンス意識が大きく高まり、同様の問題が発生する頻度は著しく減少している。現在では、ジュニアアイドルの活動は、音楽、演技、モデルなど、主流の芸術的分野に重点を置いたものとなっている。

## 著名なジュニアアイドルとその後の活躍
多くの著名な日本のエンターテイナーは、幼少期や思春期初期にジュニアアイドルとして活動を開始し、歌唱、モデル、演技などの分野で経験を積んできた。以下は、若年から芸能活動を始め、その後広く認知された代表的な個人およびグループの例である。
- 小倉唯：2003年、8歳のときに映画『私のグランパ』で子役として活動を開始し、小学生時代にはさまざまな役柄を演じた。2008年には13歳で「HAPPY! STYLE」や「ゆいかおり」などのプロジェクトに参加し、アイドル活動を本格化。[108][109]現在は声優やソロアーティストとしてアニメ主題歌の歌唱や全国ツアーなどで活躍している。[110]
- 鈴木愛理：6歳で音楽スクールに通い始め[111]、2002年に8歳で「Hello! Project Kids」のメンバーとしてデビュー[112][113]。その後「℃-ute」や「Buono!」などで活動し[114]、ソロ歌手およびファッションモデルとしても成功を収めている。日本武道館での公演やアニメ関連楽曲とのコラボレーションでも知られる[115][116][117]。
- ももいろクローバーZ：全員が小学校時代から芸能活動を始め、2008年に平均13歳でグループに加入した。グループはエネルギッシュなライブパフォーマンスやテレビ・映画出演、音楽・アニメ・舞台とのクロスメディア展開で知られ、国民的アイドルとしての地位を築いている。[118][119]
- BABYMETAL：元々は「さくら学院」のサブユニットとして発足し、SU-METAL（中元すず香）やMOAMETAL（菊地最愛）は10代前半から歌やダンスのトレーニングを開始。以降、アイドルとメタルを融合させた独自ジャンルで世界的に成功を収め、国際的なライブイベントにも多数出演している。[120][121]

これらの人物やグループは、日本のエンターテインメント業界において、早期のトレーニングやステージ経験が、音楽、ファッション、アニメ、演技など多様な分野での長期的なキャリア構築に寄与するという傾向を示している。彼らのジュニアアイドル期の活動は、単なる商業的な位置づけではなく、芸術的な成長と社会的関与のための重要な基盤と見なされている。
その他のジュニアアイドルの一覧については、ジュニアアイドル一覧および子役を参照。

## 関連文献
- 国立国会図書館「アイドル」に関する資料検索